# Salinee Tavaranan
Salinee Tavaranan (...) è un'ingegnere meccanico thailandese.
Salinee è specializzata in energia solare e altre forme di energia sostenibile. È direttore del progetto Border Green Energy Team (BGET) e CEO e fondatore della società SunSawang, che rende i sistemi di produzione di energia rinnovabile disponibili per le popolazioni che vivono in località isolate. Ha ricevuto un Cartier Women's Initiative Award nel 2014 per il suo lavoro di fornitura di energia rinnovabile in aree isolate della Thailandia.

## Biografia
Salinee Tavaranan è cresciuta sull'isola di Phuket, situata nel sud della Thailandia. Ha conseguito una laurea in ingegneria meccanica presso l'Università di Chulalongkorn in Thailandia nel 2001. Ha quindi conseguito un master in ingegneria dell'energia solare presso l'Università del Massachusetts nel 2003.
Salinee Tavaranan aveva appena iniziato un dottorato di ricerca, quando le è stato offerto il lavoro di direttore del progetto Border Green Energy Team (BGET). È tornata quindi in Thailandia per unirsi al progetto. Border Green è un'organizzazione no-profit (ONG) che lavora con gli abitanti dei villaggi per installare sistemi di produzione di energia che utilizzano energia solare, micro-idroelettrica e biogas. Tali villaggi locali potrebbero non essere raggiungibili durante la stagione delle piogge. BGET ha lavorato con i rifugiati nel campo profughi di Mae La vicino al confine tra Thailandia e Birmania e con gli abitanti dei villaggi in aree remote. Questo lavoro ha permesso alle persone di avere accesso a risorse di importanza primaria come acqua potabile, energia elettrica, aule con computer, assistenza medica e risorse sanitarie.
Nel 2004 il governo thailandese aveva sostenuto un'iniziativa per installare sistemi solari domestici in quasi 300.000 famiglie thailandesi in aree remote che non avevano accesso alla rete energetica nazionale. La ricerca di follow-up del Programma di sviluppo delle Nazioni Unite diversi anni dopo ha mostrato che l'80% dei sistemi non aveva ricevuto la manutenzione necessaria e non era più utilizzato. Nel 2011 BGET ha condotto un programma pilota con 300 persone per testare la fattibilità della fornitura di prodotti per la produzione di energia solare e servizi di manutenzione a pagamento, nel tentativo di sviluppare un modello più sostenibile per lo sviluppo locale degli impianti a energia rinnovabile.
Nel marzo 2013 Salinee Tavaranan ha creato la sua startup SunSawang per fornire servizi di manutenzione per sistemi ad energia solare. L'azienda recluta e forma tecnici locali che svolgono la manutenzione delle attrezzature fornite dalla precedente iniziativa del governo. I costosi pannelli fotovoltaici sono generalmente recuperabili e vengono riutilizzati con componenti relativamente economici, come micro-turbine, lanterne ad energia solare e caricabatterie per telefoni cellulari. A partire dal 2014, l'azienda si è concentrata sulla collaborazione con gli abitanti della regione di Tak, un'area di foreste e parchi nazionali vicino al confine tra Thailandia e Birmania. Salinee Tavaranan continua a lavorare con BGET e con SunSawang.
Ha ricevuto un Cartier Women's Initiative Awards nel 2014 per il suo lavoro nel fornire energia rinnovabile ad aree remote della Thailandia e nello stesso anno è stata inclusa nella lista della BBC "100 Women" ("100 Donne"), assieme ad altre personalità selezionate a livello internazionale.